# 五点镇 (阿拉巴马州)
五点镇（英語：Five Points）是美国阿拉巴马州下属的一个城镇。面积约为1.03平方英里（约合2.67平方公里）。根据2010年美国人口普查，该市有人口141人，人口密度为136.89/平方英里（约合52.81/平方公里）。